# Turbonilla juani
Turbonilla juani är en snäckart som beskrevs av Bartsch 1917. Turbonilla juani ingår i släktet Turbonilla och familjen Pyramidellidae. Inga underarter finns listade i Catalogue of Life.